# Вектор-функція
Вектор-функція — функція, значеннями якої є вектори у векторному просторі {\displaystyle \mathbb {V} } двох, трьох або більше вимірів. Аргументами функції можуть бути:
- одна скалярна змінна — тоді значення вектор-функції визначають у {\displaystyle \mathbb {V} } деяку криву;
- {\displaystyle m} скалярних змінних — тоді значення вектор-функції утворюють у {\displaystyle \mathbb {V} }, загалом, {\displaystyle m}-вимірну поверхню;
- векторна змінна — в цьому випадку вектор-функцію зазвичай розглядають як векторне поле на {\displaystyle \mathbb {V} }.

## Вектор-функція однією скалярною змінною
Для наочності далі обмежимося випадком тривимірного простору, хоча поширення на загальний випадок не становить труднощів. Вектор-функція однієї скалярної змінної {\displaystyle \mathbf {r} (t)} відображає певний інтервал дійсних чисел {\displaystyle t_{1}\leqslant t\leqslant t_{2}} у множину просторових векторів (інтервал може також бути нескінченним).
Вибравши координатні орти {\displaystyle \mathbf {\hat {i}} ,\mathbf {\hat {j}} ,\mathbf {\hat {k}} }, Ми можемо розкласти вектор-функцію на три координатні функції {\displaystyle x(t)}, {\displaystyle y(t)}, {\displaystyle z(t)}:
{\displaystyle \mathbf {r} (t)=x(t)\mathbf {\hat {i}} +y(t)\mathbf {\hat {j}} +z(t)\mathbf {\hat {k}} }
Розглянуті як радіус-вектори, значення вектор-функції утворюють у просторі деяку криву, для якої t є параметром.
Кажуть, що вектор-функція {\displaystyle \mathbf {r} (t)} має границю {\displaystyle \mathbf {r_{0}} } у точці {\displaystyle t=t_{0}}, якщо {\displaystyle \lim _{t\to t_{0}}|\mathbf {r} (t)-\mathbf {r_{0}} |=0} (тут і далі {\displaystyle |\mathbf {v} |} позначають модуль вектора {\displaystyle \mathbf {v} }). Границя вектор-функції має звичайні властивості:
- Границя суми вектор-функцій дорівнює сумі границь доданків (в припущенні, що вони існують).
- Границя скалярного добутку вектор-функцій дорівнює скалярному добутку границь множників.
- Границя векторного добутку вектор-функцій дорівнює векторному добутку границь множників.

Неперервність вектор-функції визначається традиційно.

### Похідна вектор-функції за параметром
Визначимо похідну вектор-функції {\displaystyle \mathbf {r} (t)} за параметром:
{\displaystyle {\frac {d}{dt}}\mathbf {r} (t)=\lim _{h\to 0}{\frac {\mathbf {r} (t+h)-\mathbf {r} (t)}{h}}}.
Якщо похідна в точці {\displaystyle t} існує, вектор-функція називається диференційовною в цій точці. Координатними функціями для похідної будуть {\displaystyle x'(t),\ y'(t),\ z'(t)}.
Властивості похідної вектор-функції (всюди передбачається, що похідні існують):
- {\displaystyle {\frac {d}{dt}}(\mathbf {r_{1}} (t)+\mathbf {r_{2}} (t))={\frac {d\mathbf {r_{1}} (t)}{dt}}+{\frac {d\mathbf {r_{2}} (t)}{dt}}} — похідна суми є сумою похідних
- {\displaystyle {\frac {d}{dt}}(f(t)\mathbf {r} (t))={\frac {df(t)}{dt}}\mathbf {r} (t)+f(t){\frac {d\mathbf {r} (t)}{dt}}} — тут f (t) — диференційовна скалярна функція.
- {\displaystyle {\frac {d}{dt}}(\mathbf {r_{1}} (t)\mathbf {r_{2}} (t))={\frac {d\mathbf {r_{1}} (t)}{dt}}\mathbf {r_{2}} (t)+\mathbf {r_{1}} (t){\frac {d\mathbf {r_{2}} (t)}{dt}}} — диференціювання скалярного добутку.
- {\displaystyle {\frac {d}{dt}}[\mathbf {r_{1}} (t)\mathbf {r_{2}} (t)]=\left[{\frac {d\mathbf {r_{1}} (t)}{dt}}\mathbf {r_{2}} (t)\right]+\left[\mathbf {r_{1}} (t){\frac {d\mathbf {r_{2}} (t)}{dt}}\right]} — диференціювання векторного добутку.
- {\displaystyle {\frac {d}{dt}}(\mathbf {a} (t),\mathbf {b} (t),\mathbf {c} (t))=\left({\frac {d\mathbf {a} (t)}{dt}},\mathbf {b} (t),\mathbf {c} (t)\right)+\left(\mathbf {a} (t),{\frac {d\mathbf {b} (t)}{dt}},\mathbf {c} (t)\right)+\left(\mathbf {a} (t),\mathbf {b} (t),{\frac {d\mathbf {c} (t)}{dt}}\right)} — диференціювання мішаного добутку.

Про застосування вектор-функцій однієї скалярної змінної в геометрії див. Диференціальна геометрія кривих.

## Вектор-функція декількох скалярних змінних
Для наочності обмежимося випадком двох змінних у тривимірному просторі. Значення вектор-функції {\displaystyle \mathbf {r} (u,v)} (їх годограф) утворюють, загалом, двовимірну поверхню, на якій аргументи {\displaystyle u,v} можна розглядати як внутрішні координати точок поверхні.
У координатах рівняння {\displaystyle \mathbf {r} =\mathbf {r} (u,\ v)} має вид:
{\displaystyle x=x(u,\ v);\ y=y(u,\ v);\ z=z(u,\ v)}
Аналогічно випадку однієї змінної, ми можемо визначити похідні вектор-функції, яких тепер буде дві: {\displaystyle {\frac {\partial \mathbf {r} }{\partial u}},{\frac {\partial \mathbf {r} }{\partial v}}}. Ділянка поверхні буде невиродженою (тобто в нашому випадку — двовимірною), якщо на ньому {\displaystyle \left[{\frac {\partial \mathbf {r} }{\partial u}},{\frac {\partial \mathbf {r} }{\partial v}}\right]} не перетворюється тотожно на нуль.

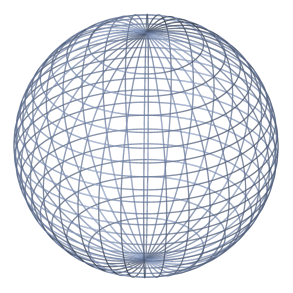
Координатна сітка на сфері

Криві на цій поверхні зручно задавати у вигляді:
{\displaystyle u=u(t);\ v=v(t)} ,
де {\displaystyle t} — параметр кривої. Залежності {\displaystyle u(t),\ v(t)} передбачаються диференційовними, причому в області, що розглядається, їх похідні не повинні одночасно перетворюватися на нуль. Особливу роль відіграють координатні лінії, що утворюють сітку координат на поверхні:
{\displaystyle u=t;\ v=const} — перша координатна лінія.
{\displaystyle u=const;\ v=t} — друга координатна лінія.
Якщо на поверхні немає особливих точок ({\displaystyle \left[{\frac {\partial \mathbf {r} }{\partial u}},{\frac {\partial \mathbf {r} }{\partial v}}\right]} ніде не перетворюється на нуль), то через кожну точку поверхні проходять рівно дві координатні лінії.
Докладніше про геометричні застосування вектор-функцій декількох скалярних змінних див. Теорія поверхонь.